# Alberto Sols
Alberto Sols García (Sax, Alicante; 2 de febrero de 1917- Denia, 10 de agosto de 1989) fue un investigador  especializado en Bioquímica. Considerado en el ámbito de la Ciencia como el pionero de la Bioquímica en España.

## Biografía
Alberto Sols nació en Sax el 2 de febrero de 1917. Cuando solo tenía once años falleció su padre, lo que colocó a la familia en una posición económica precaria. 
Estudió Medicina en la Universidad de Valencia siendo becario del Colegio Mayor San Juan de Ribera de Burjasot, en el que entró en 1932. Tras doctorarse en Medicina en la Universidad Complutense de Madrid, se trasladó a Barcelona para realizar su labor investigadora.
En 1951 obtuvo una beca de ampliación de estudios y se trasladó a Estados Unidos donde estuvo trabajando durante tres años en la Washington University in St. Louis, Misuri, junto al matrimonio de investigadores, Premio Nobel de Medicina ambos, Carl Cori y Gerty Cori. Allí realizó diversos estudios sobre la hexoquinasa, la enzima que condiciona el metabolismo energético del cerebro.
Vuelve a España en 1954 y continúa su labor investigadora en el Consejo Superior de Investigaciones Científicas (CSIC), en el Centro de Investigaciones Biológicas.
En el año 1957 recibió el Premio Francisco Franco de Ciencia por su trabajo sobre fosforilación enzimática y transporte activo de azúcares. En 1969 se hizo cargo del departamento de Bioquímica de la Facultad de Medicina de Madrid, y en 1976 fue nombrado catedrático de Bioquímica de la Universidad Autónoma de Madrid. Ha publicado cerca de 200 trabajos en revistas especializadas, la mayor parte de Estados Unidos.
En 1963 fue Presidente-Fundador de la Sociedad Española de Bioquímica.
En 1981 recibió el primer premio Príncipe de Asturias de Investigación Científica y Técnica. En 1987 recibe el Premio Nacional de Investigación Santiago Ramón y Cajal, del Ministerio de Educación y Ciencia.
En 1989 ingresa en la Real Academia Nacional de Medicina.
En su pueblo natal, Sax, se crearon en 1986 los Premios Alberto Sols, bienales, con dos galardones: a la mejor labor investigadora en Ciencias de la Salud, y al mejor trabajo científico. Están patrocinados por el Ayuntamiento de Sax, la Consellería de Educación de la Generalidad Valenciana, la Diputación de Alicante, la Universidad de Alicante, y la Universidad Miguel Hernández de Elche. En abril de 2023 se han entregado los Premios en su XIX Convocatoria. Félix Gutiérrez Rodero, José Castell Ripoll y Andrés Moya Simarro han compartido el galardón a la mejor labor investigadora mientras Ángel Barco Guerrero obtiene el galardón por el mejor trabajo científico.
En febrero de 1988 se le concedió el título de Hijo Predilecto de Sax, al tiempo que inauguró el Colegio Público Alberto Sols.
La casa donde nació en Sax (vivió en ella hasta los 9 años pues su padre Pedro Sols Lluch era el Notario del pueblo) fue rehabilitada por el Ayuntamiento y actualmente es el "Centro de Estudios y Archivo Histórico Municipal Alberto Sols". Se ha creado una réplica de su despacho de trabajo con numerosos objetos personales (cuadros, diplomas, documentos, libros, manuscritos, etc.) y se puede visitar.

## Premios
- Santiago Ramón y Cajal del Ministerio de Educación y Ciencia (1987)
- Príncipe de Asturias de Investigación Científica y Técnica (1981)
- Cerdá Reig (1979)
- Coloso del País Valenciano (1977)
- Nacional de Investigación (Biología) (1976)
- Santiago Ramón y Cajal, del C.S.I.C. (1970)
- Francisco Franco (1956)
- Juan de la Cierva (1947)

Distinciones nacionales
- Presidente-Fundador de la Sociedad Española de Bioquímica (1963)
- Alfonso X el Sabio, encomienda con placa (1964)
- Presidente del Comité Nacional de Bioquímica (1968-1972)
- Miembro del Comité Ejecutivo del C.S.I.C. (1969-1973)
- Académico correspondiente Real Academia de Medicina de Murcia (1970)
- Consejero de Número del C.S.I.C. (1974)
- Gran Cruz de Alfonso X el Sabio (1975)
- Doctor honoris causa Universidad de Santander (1982)
- Doctor honoris causa Universidad de Barcelona (1983)
- Doctor honoris causa Universidad de Alicante (1984)
- Académico Numerario y de Honor de la Real Academia de Medicina de Valencia (1984)
- Socio de Honor de la Sociedad Española de Bioquímica (1985)
- Académico de número de la Academia de Cultura Valenciana (1987)
- Académico Numerario de la Real Academia Nacional de Medicina (1989)

Distinciones internacionales
- Miembro de la Biochmical Society (Reino Unido)
- Miembro correspondiente de la Sociedad Argentina de Biología (1966)
- Miembro de Honor de la American Society of Biological Chemists (1970)
- Profesor Honorario de la Facultad de Ciencias Químicas de la Universidad de Chile (1978)
- Académico correspondiente de la Academia de Ciencias Médicas de Córdoba, Argentina (1980)
- Académico correspondiente de la Academia Nacional de Ciencias Exactas, Físicas y Naturales de Argentina (1981)
- Miembro Honorario de la Sociedad de Biología de Chile (1981)
- Miembro Honorario de la Sociedad de Bioquímica de Chile (1981)
- Profesor Honorario de la Universidad Peruana "Cayetano Heredia" (1981)
- Profesor Honorario de la Universidad Peruana "Nacional Mayor de San Marcos" (1983)
- Miembro correspondiente de la Academia Nacional de Medicina de Perú (1983)
- Miembro Honorario del "National Research Council of the Philippines" (1983)

Otras distinciones internacionales

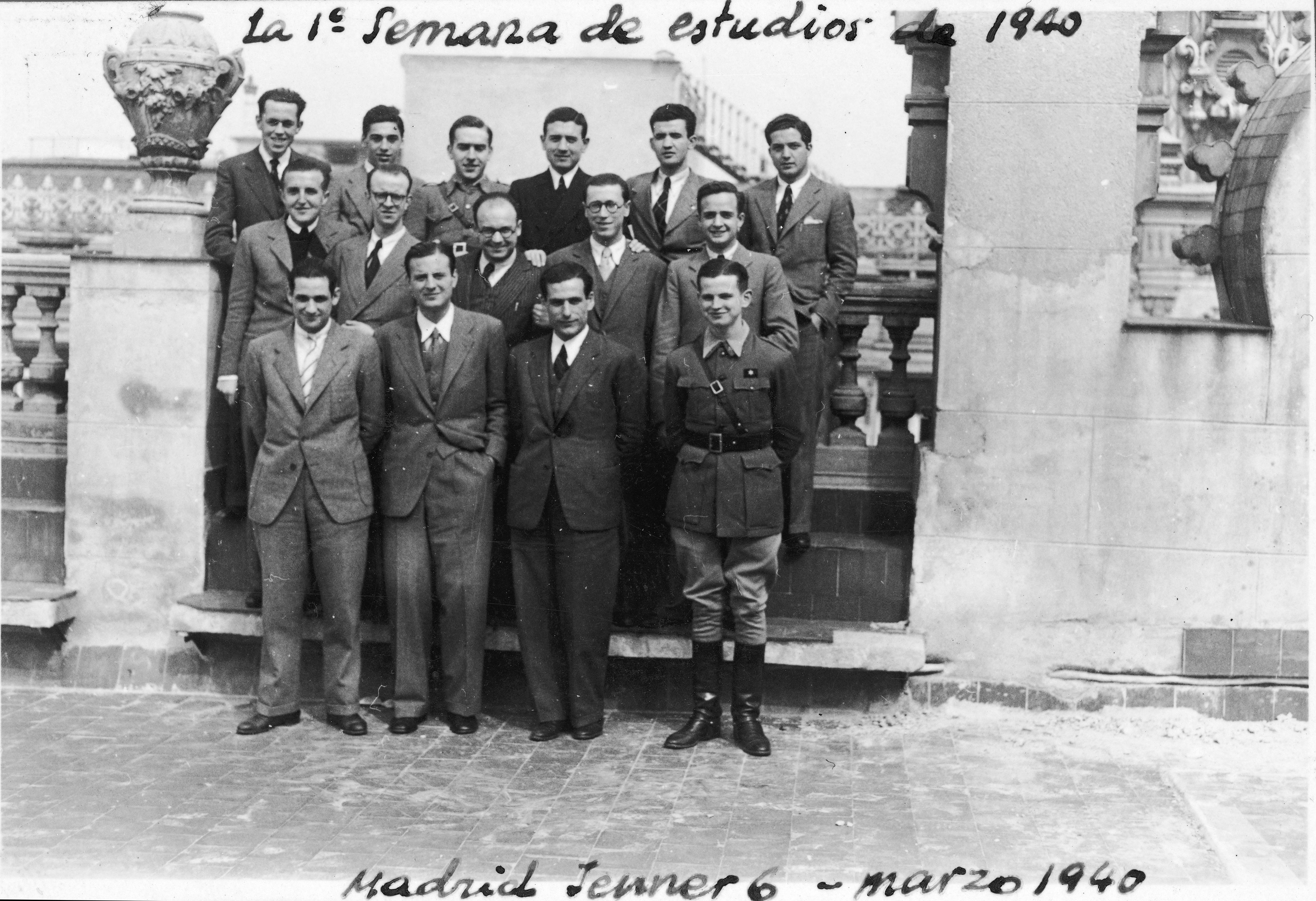
Alberto Sols en la I Semana de estudios - Residencia Jenner (6 de marzo de 1940). Es el cuarto por la izquierda, de la segunda fila

- Miembro Fundador de la "Federation of European Biochemical Societies" (1964)
- Miembro del Consejo de la "International Union of Biochemistry" (1970-1976)
- Miembro del Consejo de la "International Cell Research Organization" (1972-1984), y miembro de su Comisión Ejecutiva (1980-1983)
- Miembro de la "European Molecular Biology Organization"
- Coeditor de "Biochemical and Biophysical Research Comunications"
- Miembro del Comité Editorial de "Molecular and Cellular Biochemistry"
- Miembro del Consejo Asesor del "European Journal of Biochemistry"

Distinciones In Memoriam
- Medalla de plata del Consejo Superior de Investigaciones Científicas (1991)
- "Alta Distinción" de la Generalidad Valenciana (1991)
- Medalla IV Congreso Luso-Español de Bioquímica. Portugal (1991)

Estas medallas en su mayoría se entregaron a los asistentes a dicho Congreso, las restantes de una edición limitada y numerada de 500 unidades se entregan exclusivamente a los galardonados en los Premios Alberto Sols en Sax, por deseo expreso de la familia de Alberto Sols.
| Predecesor: —                    | Premio Príncipe de Asturias de Investigación Científica y Técnica 1981 | Sucesor: Manuel Ballester Boix               |
| Predecesor: Jorge Tamarit Torres | Real Academia Nacional de Medicina Sillón 29 1989                      | Sucesor: Antonio Fernández de Molina y Cañas |